# 壱岐市立郷ノ浦中学校
壱岐市立郷ノ浦中学校（いきしりつ ごうのうらちゅうがっこう、Iki City Gonoura Junior High School）は、長崎県壱岐市郷ノ浦町にある公立中学校。略称「郷中（ごうちゅう）」。

## 概要
歴史
2011年（平成23年）に壱岐市の中学校規模適正化により郷ノ浦地区の中学校4校（武生水・初山・渡良・沼津）が統合され開校した。校名は壱岐市民へのアンケートにより決定。校舎は旧・壱岐市立武生水中学校のものを使用する。
校章
統合に伴い公募され、新しい校章となった。旧郷ノ浦町の町花「あじさい」をモチーフに、花びら4枚で統合前の4校の中学校を表している。
校訓
「厳しく、優しく、逞しく」
校歌
統合に伴い、新しい校歌となった。作詞は藤本健人、作曲は市山惠一による。歌詞は3番まであり、校名は登場しない。
校区
住所表記で「壱岐市郷ノ浦町」の含まれた地区。小学校区は以下の通り。
- 旧・武生水中学校区 - 壱岐市立盈科小学校・壱岐市立志原小学校・壱岐市立柳田小学校
- 旧・初山中学校校区 - 壱岐市立初山小学校
- 旧・渡良中学校区 - 壱岐市立渡良小学校・壱岐市立三島小学校
- 旧・沼津中学校区 - 壱岐市立沼津小学校

## 沿革
- 2011年（平成23年）
  - 4月1日 - 中学校規模適正化（統廃合）により、郷ノ浦地区にあった中学校4校を統廃合し、開校。生徒数328名、学級数11でのスタート。
  - 9月 - 同市勝本町百合畑触（亀石）に完成した壱岐市学校給食センターからの給食の配送が開始。
- 2021年（令和3年）11月 - 軟式野球部、長崎県中学校軟式野球競技新人大会で優勝。

## 交通アクセス
- 壱岐交通 「郷ノ浦中学校前（旧武生水中学校前）」・「八畑（はちばたけ）」バス停下車。

### スクールバス
旧初山地区、旧渡良地区、旧沼津地区からは登下校時スクールバスが運行されている。
- 三島地区（大島・長島・原島）からの交通手段は、以下の通り。

登校時 - 三島 - （壱岐市営渡船「フェリーみしま」）- 渡良地区　- （スクールバス）- 郷ノ浦中学校
下校時 - 郷ノ浦中学校 - （スクールバス）- 渡良地区 - （スクールボート）- 三島

## 周辺
- 長崎県壱岐振興局（旧壱岐支庁、旧壱岐地方局）
- 長崎県警壱岐警察署
- 長崎県壱岐合同庁舎
- 長崎地方法務局壱岐支局
- 長崎地方裁判所（長崎家庭裁判所）壱岐支部（壱岐簡易裁判所）
- 壱岐市役所本庁
- 壱岐市ケーブルテレビセンター（旧観光会館）
- 壱岐市立郷ノ浦幼稚園
- 壱岐市立盈科小学校
- 光福寺
- 医療法人玉水会 赤木病院